# مصطكى

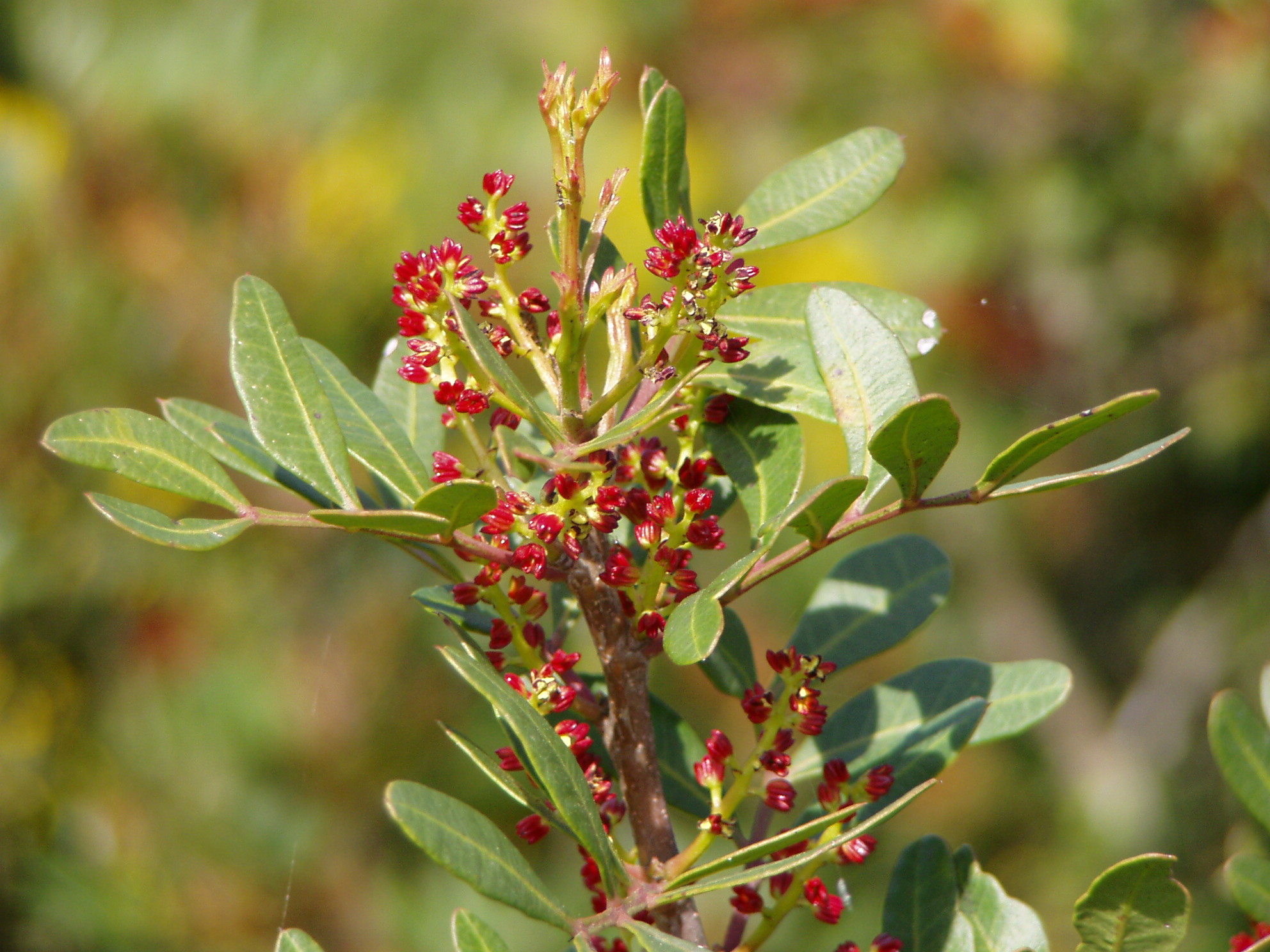
غصن مصطكاء مثمر

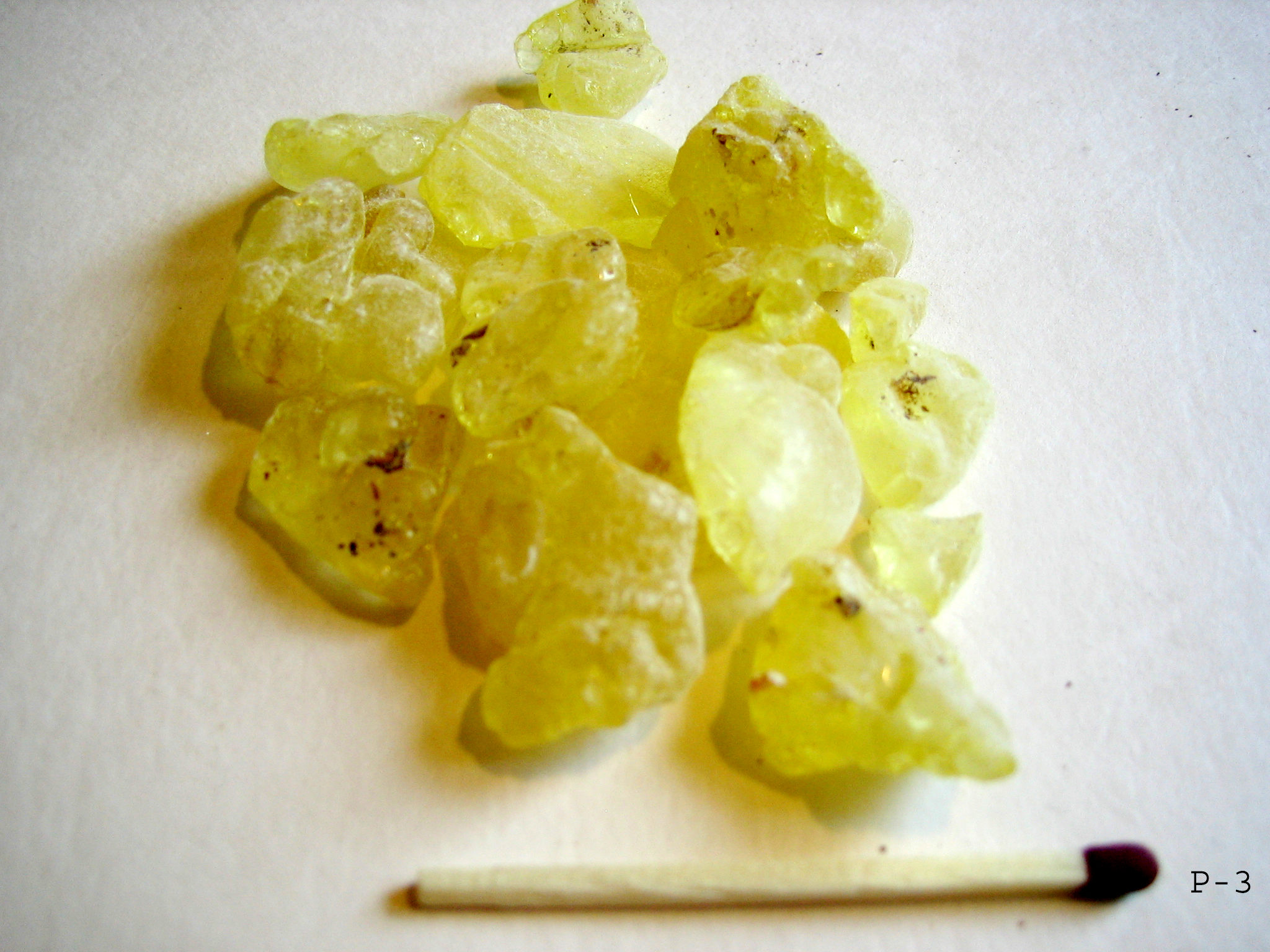
فصوص المصطكاءالمتداولة كبهار

```
[
1
]
أو المَصطَكى
[
2
]
 أو 
المَصْطَقَى أو المُصْطَكاء
[
3
]
 أو 
المستكة
 (من 
اليونانية
 
[
4
]
```

mastikhān· مَستيخان ·· مَضغ) هو شُجيرة من عائلة الفُستقيّات تنمو في المناطق المتوسطية، ذات ثمار حمراء ثم سوداء.

من أسمائها أيضا Pistacia lentiscus، Lentisco، lentisque
قال ابن منظور في لسان العرب أن المصطكى هو العلك الرومي، بينما قال أبو محمد عبد الله بن محمد الازدي الصحاري في كتاب الماء أنه اللبان المسقطي، فيما ذكر داود الأنطاكي فيكتابه التذكرة بأنه معرّب عن مصطيخا اليوناني ويسمى العلك الرومي ولا يوجد إلا بصفاقس من أعمال رودس مما يلي الترك.
شجرة دائمة الخضرة لها ثمر أحمر مر الطعم.
شجر المستكة شجر صغير ينمو بحوض البحر المتوسط.
تعتبر هذه المادة من المواد الصمغية التي تستخرج من جذوع الأشجار وتختلف جودتها بحسب نوع الجذع ومكان زراعته
و هي عبارة عن فصوص راتنجية معروفة من قديم، رغم أن الراتنج يبرز تلقائياً فإن الإفراز يزداد إذا ما أزيلت شرائح من اللحاء أو بعمل شقوق طويلة في جذع الشجرة والأغصان الكبيرة للنبات فتسيل عصارته الراتنجية سائلة تجمد بسرعة وتبقى متعلقة بالشجرة على هيئة دموع هشة بيضاوية أو حبوب طويلة لونها أصفر في حين يتساقط الباقي على الأرض.
يستخرج المصطكى ثلاث مرات في العام الواحد أي يعطي ثلاثة محاصيل: المحصول الأول يكون لونه ضارباً إلى البياض وهو أطيب الأنواع واجودها. والمحصول الثاني يكون أصفر ناصعاً أما المحصول الأخير فيكون رمادياً.
منذ آلاف السنين تعتبر المستكة واحدة من المنتجات النباتية المفضلة لدى الشرقيين والغربيين في العالم...لها رائحة ذكية، وطعم مميز، وبسبب هذان الميزتان تدخل في إعداد أطباق الأطعمة لدى الكثير.
وهي مادة يمكن استخدامها في الطعام والشراب والعود وليس لها أي تأثير جانبي ولكن لا بد من الاعتدال في كل شي.
و تستعمل فصوص المصطكى أو المستكة أو المستكا حالياً في مقدمة التوابل مع حب الهال في المأكولات والعلك والأيس كريم (البوظة)
كما تستخدم مع بعض المشروبات كالقهوة وتستخدم أيضا كمطيب لبعض الحلويات مثل الارز بحليب.
كما استعملت منذ فجر التاريخ في البخور ويستخدم بالطيب كالعود حرقاً وحتى العطور ومستحضرات نظافة البشرة ومستحضرات التجميل ومواد لص الأسنان وملئها لإيقاف التسوس والنخر بها وتهدئة العصب وتعتبر المصطكى من أجود أنواع الراتنجات وأغلاها ثمناً.
و استعملت فصوص المصطكى في الطب الشعبي فكانت توصف لعلاج النزلات والصداع بأنواعه ولقطع النزيف وعلاج سوء الهضم وعلاج الكبد والطحال وإذا طبخت في الزيت وقطرت باردة في الأذن فتحت السدد وأزالت الصمم واستعملت لتقوية اللثة والاسنان.
وقال ابن سينا:
" إن شجرة المصطكا قابض ودهن شجرته ينفع من الجرب ويصب طبيخ ورقة وعصارته على القروح فتنبت اللحم فوقها وعلى العظام المكسورة فتجبرها. ومضغه يجلب البلغم من الرأس وينقيه وكذلك المضمضة به تشد اللثة وهو يقوي المعدة والكبد ويفتح الشهية للطعام ويطيب المعدة ويحرك الجشأ ويذيب البلغم وينقع من أورام المعدة والكبد وفي نفس الوقت يقوي الكبد والامعاء وينفع من أورامها. وطبح أصله وقشره وورقه ينفع من الديسونتارية وانجراد سطح الامعاء ومن نزف الرحم ونتوء المقعدة ويدر البول.
وقد استعمل الاتراك واليونان وأهل الشام المصطكى بمضعها لإعطاء رائحة مستحبة للفم وكمضادات للتشنجات المعوية وتقوية اللثة وتحفظ بياض الاسنان وتزيد اللعاب وتقوي المعدة وتستعمل لعمل كمادات الآلام الروماتيزمية وآلام النقرس وآلام الأعصاب وتستعمل في التقلصات الصدرية.
تحتوي المصطكا على 2% زيت طيار، 20% مواد راتنجية وحمض المصكنيك ومواد مرّة.
والدراسات العلمية الآن تذكر لنا المزيد وتعطيناأكثر في أسباب إقبالنا عليها، وتذكر الكثير من الفوائد لها حيث كلها مجالات طبية وصحية دخلت المستكة فيها على سبيل الوقاية وكأداة للمعالجة.
فهى دخلت في علاج المعدة وتقرحاتها، وصحة الفم والأسنان، والقولون واضطراباته، حتى السرطان وآثاره،
- وقاية من السرطان

القيمة الطبية الواعدة والجديدة للمستكة هي في الوقاية أو تخفيف أعراض سرطان القولون. والذي قام به الباحثون من فلوريدا ومن اليونان هو محاولتهم معرفة هل بمقدور المستكة أن تقضي على خلايا سرطان القولون أم لا؟ وباستخدامهم مستخلص من راتينج المستكة، وغمر خلايا سرطان القولون في تركيزات متدرجة القوة من مستخلص المستكة، تبين لهم بفحص المجهر الإلكتروني للخلايا السرطانية أن مواد المستكة قامت بقتل الخلايا السرطانية وفق ضوابط كمية التركيز ومدة التعرض، بمعنى أن طول مدة تعرض الخلايا السرطانية للمستكة وزيادة تركيز المستكة هما ما يرفع من احتمالات قتل الخلايا السرطانية.
وبمزيد من التعمق في البحث تبين أن المستكة عملت على الإخلال بتتابع انقسام الخلايا السرطانية وأوقفت بالتالي سلسلة التكاثر والانتشار لها. كما أنها عملت على تخلخل التصاق الخلايا السرطانية بكتلة الأنسجة الرابطة بين الخلايا، والذي في الواقع أحد عوامل حماية تجمع كتلة الخلايا السرطانية، من ثم يسهل موتها، وتنشيط عملية تحلل محتويات الخلايا السرطانية من مواد ومحتويات النواة.
- الوقاية من امراض الفم والأسنان

فإن الفم والأسنان مجال آخر رحب لأبحاث فوائد المستكة، فصحة اللثة والأسنان مبنية في جانب كبير منها على سلامة الفم من البكتيريا. وأشارت الأبحاث إلى أنها تقلل بنسبة %41.5 من نمو البكتيريا المسببة لتسويس الأسنان، إلا أن الباحثين من تركيا، ْ يذكرون بأن مضغ علك المستكة يقلل من درجة حموضة الفم، وهي ما تحتاجه البكتيريا كي تنخر في الأسنان وفي اللثة. وما أكدته أيضاً أبحاث من اليونان.
- فوائدها بالنسبة للمعدة.

كما أن القيمة الصحية الواعدة الأخرى للمستكة، وهي تشير إلى دورمواد المستكة في تنشيط نمو الخلايا الطبيعية لبطانة المعدة وفي التخلص من البكتيريا الحلزونية، ليس من المعدة فقط، بل من الفم أيضاً، والذي هو السبب في تكرار الإصابة بها لدى البعض. الرديف النباتي لمركبات اللكوليسترول الحيوانية.
وتعتبر من البهارات ذات الاستخدامات الواسعة في المأكولات والعلك والأيس كريم (البوظة) وحتى العطور ومستحضرات نظافة البشرة. وذلك حسب ما جاء في صحيفة «الشرق الأوسط» السعودية